# Anders Björklund
Anders Björklund (nacido el 11 de julio de 1945) es un neurocientífico sueco pionero en el estudio de los mecanismos reparadores y neuroprotectores del cerebro basados en células y genes. Ha desarrollado su carrera académica en la Universidad de Lund (Suecia), donde es profesor desde 1983 y profesor titular en el Centro de Neurociencias Wallenberg desde su jubilación oficial en 2012.
En la década de 1980, su equipo en la Universidad de Lund fue pionero en el desarrollo de terapias basadas en células madre para la reparación del cerebro, y su grupo ha desempeñado durante más de cuatro décadas un papel destacado en el desarrollo y uso del reemplazo de células dopaminérgicas en pacientes con enfermedad de Parkinson.
Björklund fue elegido miembro de la Real Academia Sueca de Ciencias en 1989, y miembro extranjero de la Academia Nacional de Ciencias de EE. UU. en 2011.

## Carrera
Björklund comenzó su trayectoria como estudiante de investigación en el laboratorio de Bengt Falck, coinventor del método de histofluorescencia Falck-Hillarp para la visualización de las neuronas que contienen monoaminas en el cerebro, y defendió su tesis doctoral en la Universidad de Lund (Suecia) en 1969. Se formó como neuroanatomista y, durante sus primeros años posdoctorales, llevó a cabo una serie de estudios detallados sobre la organización y las proyecciones de los sistemas monoaminérgicos en el cerebro, centrándose especialmente en los sistemas de proyección dopaminérgica. A mediados de la década de 1970, los intereses de Björklund se orientaron hacia los estudios sobre regeneración y reparación cerebral y, en estrecha colaboración con su alumno Ulf Stenevi, fue pionero en el desarrollo de métodos de trasplante neuronal en el cerebro de mamíferos, basados en la idea de que las neuronas inmaduras y los neuroblastos, obtenidos del SNC fetal, pueden utilizarse para reemplazar las neuronas perdidas, restaurar los circuitos cerebrales y promover la recuperación funcional en modelos animales de enfermedades neurodegenerativas.
Junto con Stephen Dunnett y Rusty Gage, que se habían incorporado a su laboratorio como posdoctorandos a principios de los ochenta, y dos estudiantes de doctorado, Patrik Brundin y Ole Isacson, el grupo de Björklund fue el primero en informar sobre la sustitución celular funcional en modelos de roedores de las enfermedades de Parkinson y Huntington, y en modelos animales de daño hipocampal y deterioro cognitivo, utilizando trasplantes de tejido neural fetal.
En 1986, el equipo de Lund obtuvo permiso para utilizar tejido derivado de fetos humanos abortados en una serie de ensayos clínicos abiertos en pacientes con enfermedad de Parkinson. Estos ensayos, dirigidos por Olle Lindvall, su antiguo alumno, demostraron que las neuronas dopaminérgicas inmaduras pueden sobrevivir y madurar en el cuerpo estriado de pacientes con Parkinson avanzado y restaurar la neurotransmisión dopaminérgica en dicha zona, que había sido reinervada por las neuronas injertadas. Aunque los resultados clínicos han sido muy variables, los resultados obtenidos en algunos de los pacientes injertados han sido lo suficientemente impresionantes como para alentar un mayor desarrollo de este enfoque.
Los esfuerzos actuales, dirigidos por Malin Parmar y Agnete Kirkeby, colaboradoras de Björklund desde hace muchos años, y realizados en colaboración con el neurólogo Roger Barker de la Universidad de Cambridge, se centran en el desarrollo de neuronas dopaminérgicas trasplantables, derivadas de células madre embrionarias humanas, para su aplicación clínica en la enfermedad de Parkinson.
Una segunda línea de investigación importante en el laboratorio de Björklund se centra en el uso de factores neurotróficos, en particular del factor de crecimiento nervioso (NGF) y del factor neurotrófico derivado de la línea celular glial GDNF, para la neuroprotección y la reparación. Su laboratorio ha participado en la exploración de vectores de virus adenoasociados recombinantes (rAAV) para administrar factores neurotróficos y enzimas al cerebro, así como en el uso de vectores rAAV para sobreexpresar alfa-sinucleína humana con el fin de modelar la neuropatología similar al párkinson en roedores y monos.
En 2013, Björklund recibió el Premio de Neuropsicofarmacología del ECNP.